# Collier's New Encyclopedia
Ne doit pas être confondu avec Collier's Encyclopedia.
Colliers New Encyclopedia a été publiée par P. F. Collier &amp; Son de 1902 à 1929. Elle se distingue de la plus célèbre Collier's Encyclopedia qui a commencé à être publiée en 1949, bien qu'elles aient eu le même éditeur et des noms similaires. Publiée pour la première fois en 1902 en 16 volumes, la série a été réimprimée à plusieurs reprises, mais n'a été complètement révisée qu'en 1921. D'autres éditions ont été publiées en 1926, 1928 et 1929. Au lieu d'être révisée, la collection a été complétée entre 1905 et 1921 par le Colliers's Self Indexing Annual. Toutefois, ce service a été interrompu en 1921 et un "service de révision annuelle" a été mis en place. C'est également à cette époque que l'Encyclopédie a obtenu le sous-titre "un ouvrage de référence à feuilles mobiles et auto-révisable" ,
L' University Encyclopedia of Twentieth Century Knowledge publiée par Collier en 1902 en 10 volumes était évidemment un abrégé ou une réimpression de cet ouvrage.